# Alfonso Gialdini
Alfonso Maria Gialdini (Genova, 6 settembre 1948) è uno scultore e ingegnere italiano.
Si è avvicinato alla scultura nel 1975 e dal 1995 al 2002 ha iniziato ad applicare quest'arte come tecnica di supporto terapeutico a gruppi di malati di mente presso il Museattivo intitolato a Claudio Costa con cui collabora nell'attività di ricerca sulle connessione tra scultura e tematiche dell'epoca odierna.
La sua serie di sculture collocata a Celle Ligure a partire dal 2005 rappresenta la convinzione di Gialdini che l'utilizzo di materiali e tecniche particolari possa dare alla scultura diffusione di massa al pari della pittura.
Temi preferiti da Gialdini sono l'amore di coppia, l'erotismo e la sofferenza umana. Quest'ultima è alla base del coinvolgimento di Gialdini nel campo dell'arteterapia.
Nel 2020 ha donato alcune sue sculture al Museattivo Claudio Costa, ove saranno collocate nel suo parco.

## Opere
Numerose sono le opere di Gialdini esposte in diverse località delle province di Genova e di Savona:

### Presso scuole
- I.T.I.I.S. Giorgi (Genova)
- Liceo scientifico Gian Domenico Cassini (Genova)
- I.P.S.I.A. Meucci (Genova)
- Scuola elementare (Celle Ligure)

### Presso giardini
- Giardino del municipio a Framura
- Giardino dell'ex ospedale psichiatrico a Quarto dei Mille
- Giardini e lungomare di Celle Ligure (di particolare rilievo le sculture La tuffatrice e 25 aprile in Lambretta)

### Presso istituzioni pubbliche e associazioni
- Biblioteca municipale (Celle Ligure)
- Istituto Ligure Resistenza e Storia Contemporanea (Genova)
- Comunità di San Benedetto al porto (Genova)
- Sindacato CGIL (Genova)
- Museattivo Claudio Costa (Genova) (opere: Maciste, Parma 22, San Giorgio, Barca a vela, Il guerriero, Compenetrazione, Incudine)